# سينثيا بندلين
سينثيا بندلين (بالإسبانية: Cynthia Bendlin)‏ ناشطة باراغوايانية في مكافحة الاتجار بالبشر. اعتبارا من عام 2008 تشغل منصب مديرة النظام الدولي للحملة الإعلامية لمكافحة الاتجار بالبشر والهجرة في حدود الأرجنتين والبرازيل وباراغواي. وقد ترأست ندوات حول كيفية مكافحة الاتجار بالبشر في الأرجنتين والبرازيل وباراغواي. واجهت بندلين وأسرتها تهديدات بسبب عملها لمكافحة الاتجار بالبشر، وقد اضطرت للتحرك فورا.
حازت بندلين فار عام 2008 بجائزة نساء الشجاعة الدولية. في عشاء توزيع الجوائز، قالت سينثيا «هذه [الجائزة] ليست لنا وحدنا بل هي لجميع من نحارب من أجلهم». في عام 2013 حصلت سينثيا على جائزة روبي من نادي الرابطة الدولية للألفية.